# Kimberly-Clark
La Kimberly-Clark Corporation è un gruppo multinazionale statunitense, leader a livello mondiale nel settore dei prodotti in carta. La sede principale è situata a Dallas, in Texas.

## Storia
Il gruppo ha origini lontane, da una Ballou & Scott fondata nel 1865 da Thomas Seymour Scott e Otis H. Ballou, poi divenuta Scott Paper Co. Limited, e da una Kimberly, Clark and Co., fondata nel 1872 a Neenah nel Wisconsin da John A. Kimberly, Havilah Babcock, Charles B. Clark e Frank C. Shattuck, con un capitale iniziale di 30.000 dollari.
Negli anni entrambe le società conobbero una forte espansione, con importanti acquisizioni negli Stati Uniti ed all'estero, ed il contemporaneo sviluppo di prodotti diversi, caratterizzati da marchi che diverranno col tempo conosciuti a livello mondiale, quali Kleenex e Scottex.
La struttura attuale nasce negli anni novanta, quando la Kimberly-Clark incorpora la Scott.

## Il gruppo oggi
Oggi il gruppo Kimberly-Clark può contare su stabilimenti in 37 paesi del mondo, di cui uno in Italia
a Romagnano Sesia (NO), ed i suoi prodotti, con marchi come Kleenex, Scott, Andrex, Huggies, Pull-Ups, Kotex, Poise e Depend, vengono commercializzati in oltre 150 paesi, in oltre 80 dei quali il gruppo detiene la maggiore o la seconda quota di mercato.
La società è quotata presso la Borsa di New York.
Il gruppo ha raggiunto dimensioni di assoluto rilievo; occupa circa 55.000 dipendenti a livello mondiale ed ha sviluppato nel 2006 un fatturato di circa 16,75 miliardi di dollari, chiudendo il bilancio con un utile netto di circa 1,5 miliardi di dollari.

## Prodotti dell'azienda
- Kleenex: fazzoletti di carta
- Depend: pannolini per adulti
- Kotex: igiene intima femminile
- Cottonelle: rotoli di carta igienica
- Andrex: rotoli di carta igienica
- Huggies: pannolini per bambini
- Pull-Ups: pannolini per bambini
- GoodNites (in Europa ed Australia DryNites): pannolini per bambini
- Little Swimmers: costumi da bagno dotati di pannolino all'interno
- Scott (in Italia Scottex): fazzoletti, tovaglioli e rotoli da cucina
- Viva: tovaglioli di carta
- KimWipes: panni usati per la pulizia nei laboratori
- Poise: assorbenti igienici
- Hakle: carta igienica e salviettine umidificate
- Scottonelle: rotoli di carta igienica